# Мона Вошборн
Мона Ли Вошборн (27. новембар 1903 — 15. новембар 1988) била је енглеска глумица сцене, филма и телевизије. Њена најхваљенија улога била је у филму Стиви (1978), за који је била номинована за Златни глобус и награду БАФТА. Она је 1977. године освојила награду Лоренса Оливија за најбољу глумицу у споредној улози. 

## Рани живот
Мона Вошборн је рођена у Спаркхилу, у Бирмингхаму, и започела је своју  каријеру као концертни пијаниста . Њена сестра Кетлин Вошборн била је виолинисткиња у Симфонијском оркестру Би-Би-Си-ја под вођством сер Адријана Болта.

## Каријера
Мона је наступала професионално од раних 1920-их. Удала се за глумца Базила Дигнама. Њен девер Марк Дигнам је такође био сценски и филмски глумац.  Године 1948, након бројних сценских музичких наступа, Вошборнова је почела да се појављује у филмовима. Њене филмске заслуге укључују хорор филм Дракулине невесте
, Billy Liar (1963) и The Collector (1965). Вероватно је најпознатија америчкој публици по улози домаћице госпође Пирс у филму Моја лепа госпођице (1964). Такође се појавила као строга и заједљива госпођа Брамсон у римејку филма Ноћ мора да падне (такође 1964), и Матрона у филму Ако.... (1968).
Појавила се и у Краљевском корт театру у Лондону као и на Бродвеју 1970. године. Била је номинована за награду Тони за најбољу изведбу истакнуте глумице у представи. Године 1975. појавила се на сцени Вест Енда са Џејмсом Стјуартом у оживљавању драме Мери Чејс Харви, у улози коју је првобитно преузела Џозефин Хал. Мона је 1981. године освојила награду круга њујоршких филмских критичара за најбољу споредну глумицу у филму Стиви (1978).

## Каснији живот
Године 1981. Мона се појавила у ТВ минисерији телевизије Гранада, адаптацији романа Евелин Во, као дадиља Хокинс. Једно од њених последњих телевизијских наступа било је у филму Где је кључ? (1983), Би-Би-Си-јев комад о Алцхајмеровој болести.
Умрла је 1988. у 84. години у Лондону.